# Свети Георги (Горна Камила)
„Свети Георги“ (на гръцки: Ιερός Ναός Αγίου Γεωργίου) е православна църква в сярското село Горна Камила (Ано Камила), Егейска Македония, Гърция, енорийски храм на Сярската и Нигритска епархия на Вселенската патриаршия.

## История
Църквата е построена в 1987 година и е осветена от митрополит Максим Серски и Нигритски на следващата година. В архитектурно отношение е вписан кръст с купол. Вътрешността на храма е изписана в 2006 година.